# Achen (Francja)
Achen – miejscowość i gmina we Francji, w regionie Grand Est, w departamencie Mozela.
Według danych na rok 1990 gminę zamieszkiwało 929 osób, a gęstość zaludnienia wynosiła 77 osób/km² (wśród 2335 gmin Lotaryngii Achen plasuje się na 386. miejscu pod względem liczby ludności, natomiast pod względem powierzchni na miejscu 476.).